# Тавадян, Ашот Агасиевич
Ашот Агасиевич Тавадян (арм. Աշոտ Թավադյան; 14 июня 1953, Ереван) — армянский государственный и научный деятель. Доктор экономических наук (1992, ЦЭМИ РАН, Москва), профессор, действительный член Российской академии естественных наук, действительный член Интернациональной информационной академии Канады. Первый председатель Контрольной палаты Армении (1996—2002), с 2003 руководитель Центра экономических исследований. Заведующий кафедрой Российско-Армянского университета. Автор свыше 100 научных работ.

## Биография
- 1970—1975 — Ереванский государственный университет (диплом с отличием),
- 1979 — кандидат экономический наук (ЦЭМИ РАН, Москва)
- 1992 — доктор экономических наук (ЦЭМИ РАН, Москва)[1], профессор (1994).
- 1996—2002 — председатель Контрольной палаты Армении[2].
- С 2003 — руководитель Центра экономических исследований[3].
- 2009—2022 — заведующий кафедрой экономико-математических методов Армянского государственного экономического университета[4].
- 2013—2014 — руководитель коллектива по исследованию интеграционных процессов Армении[5].
- С 2022 — заведующий кафедрой математических методов и информационных технологий в экономике и бизнесе, РАУ[6].

## Награды
- Медаль «За вклад в развитие Евразийского экономического союза» (29 мая 2019 года, Высший Евразийский экономический совет)[7].

## Полосы неопределенности экономики
А. А. Тавадян разработал интервальные методы исследования экономических индикаторов в условиях неопределённости. Сформулировал соотношение неопределенностей и минимальный интервал неопределенности, эффект расширяющейся полосы неопределенности, пороги чувствительности экономических индикаторов. Представил принципы систематизации и прогнозирования экономических индикаторов. Разработанная автором концепция исследования экономических процессов представлена в следующих книгах: «Системология экономических категорий», «Интервалы неопределенности экономики», «Полосы неопределенности и вариантность экономики», «Полосы неопределенности: руководство по прогнозированию и регулированию экономических процессов».

## Интеграционные исследования
В 2013 году под руководством А. А. Тавадяна был сформирован коллектив по исследованию интеграционных процессов Армении. Представлены экономические эффекты Армении в Евразийском экономическом союзе и в других интеграционных направлениях. Посредством экономико-математических методов оценены миграционные и трансфертные потоки, динамика и структура ВВП, торгового оборота при различных сценариях интеграционных процессов РА. На основе проделанного исследования был опубликован доклад об интеграционных направлениях Армении на английском и русском языках. Результаты работы были представлены А. А. Тавадяном на заседании Межпарламентской комиссии по сотрудничеству между Национальным собранием РА и Федеральным собранием РФ, на Международной конференции ЕАБР «Углубление и расширение Евразийской интеграции», на портале Евразийская экономическая лига и в других порталах.

## Основные работы
Представлен ряд публикаций с 2012 г.
- «Интервалы неопределенности экономики», Москва, Наука, 2012[9].
- «Пороги чувствительности постсоветской экономики», Москва, Мир перемен, #2, 2013[15].
- «Армения и Таможенный союз: оценка экономического эффекта интеграции», Санкт-Петербург, 2013[5].
- «Принцип минимального интервала полосы неопределенности экономики», Москва, Мир перемен, #1, 2014[16].
- «Цели и задачи интеграционных процессов Армении», Москва, Россия и новые государства Евразии, #2, 2014[17].
- «Sensitivity Thresholds of Countries with Transitional Economies», Canada, Intellectual Archive, Volume 3, Number 5, 2014[18].
- «Резервы денежно-кредитной политики стран Евразийского экономического союза», Санкт-Петербург, Проблемы современной экономики, N3, 2017[19].
- «Полосы неопределенности и вариантность экономики: Как прогнозировать и регулировать экономические процессы в условиях неопределенности», Москва, Флинта, 2019[10].
- «Uncertainty Bands: A Guide to Predicting and Regulating Economic Processes», Anthem Press, London, 2022[11].